# مارك بالمر (لاعب كريكت)
مارك بالمر (10 فبراير 1967 في أستراليا - )  (بالإنجليزية: Mark Palmer)‏ هو لاعب كريكت أسترالي. لعب مع فريق غرب أستراليا للكريكت ‏.

## وصلات خارجية
- مارك بالمر على موقع إي آس بي آن كريك إنفو (الإنجليزية)